# 谢里克博尔森·阿布季尔丁
谢里克博尔森·阿布季尔达耶维奇·阿布季尔丁（羅馬化：Serıkbolsyn Äbdıldaūly Äbdıldin，[sʲerɘkˈboɫsɯn æbdɘldɑˈo̙ɫə æbdɘldin]；1937年11月25日—2019年12月31日），哈萨克斯坦经济学家，政治人物。曾任哈萨克斯坦最高苏维埃主席、哈萨克斯坦最高委员会主席、哈萨克斯坦共产党中央委员会第一书记等职。

## 生平
- 1937年11月25日生于哈萨克苏维埃社会主义共和国东哈萨克斯坦州塔尔巴哈台区克孜勒克西克村，属中玉兹乃蛮部。1960年毕业于哈萨克农学院。
- 1960年-1963年，塞米巴拉金斯克州集体农场首席农艺师。1962年加入苏联共产党。
- 1963年-1966年，哈萨克经济与农业组织研究所研究生院学习。
- 1966年-1967年，哈萨克经济与农业组织研究所高级研究员。
- 1967年-1976年，哈萨克经济与农业组织研究所部门负责人，研究所副主任。
- 1974年-1976年，哈萨克苏维埃社会主义共和国计划委员会副主席。
- 1977年-1981年，苏联国民经济管理学院学习。[1]
- 1982年-1985年11月，哈萨克苏维埃社会主义共和国农业部第一副部长兼附属农业经济管理学校校长。
- 1985年11月-1987年，哈萨克苏维埃社会主义共和国国家农业委员会第一副主席。
- 1987年-1991年，哈萨克苏维埃社会主义共和国部长会议常驻苏联部长会议代表。1988年获经济学博士学位。期间，1990年4月-1991年10月，哈萨克苏维埃社会主义共和国最高苏维埃副主席。
- 1991年10月-12月，哈萨克苏维埃社会主义共和国最高苏维埃主席。[2][3]
- 1991年12月-1993年1月，哈萨克斯坦最高苏维埃主席。
- 1993年1月-12月，哈萨克斯坦最高委员会主席。
- 1991年12月-2010年4月，哈萨克斯坦共产党中央第一书记。1998年，被推举为总统候选人，参加大选，结果位列第二。他在第一书记任内排挤工人阶级成员，加剧党内矛盾。[4]期间，1999年10月起，哈萨克斯坦民主力量论坛联合主席。2002年2月起，民主选择的政治委员会成员。2004年11月-2006年3月，哈萨克斯坦国家民主和公民社会委员会成员。2006年4月起，哈萨克斯坦国家委员会成员。
- 2010年4月起退休。
- 2019年12月31日于阿拉木图逝世，享年82岁。[5]

阿布季尔丁是第11-12届哈萨克苏维埃社会主义共和国最高苏维埃代表，第2届哈萨克斯坦议会下院议员。

## 荣誉
- 两次劳动红旗勋章
- 荣誉勋章
- 哈萨克斯坦豹子勋章
- 独联体联邦勋章